# Сычёв, Валерий Александрович
Валерий Александрович Сычёв (31 марта 1960 Симферополь, Украинская ССР — 31 августа 2008 года) — первый секретарь Ульяновского обкома ВЛКСМ. Заместитель главы администрации Ульяновской области. Депутат Государственной Думы Российской Федерации. Первый заместитель главы администрации Ульяновской области. Полномочный представитель Президента РФ в Ульяновской области. Член Совета Федерации Федерального Собрания Российской Федерации.

## Биография
Родился 31 марта 1960 года в городе Симферополь Украинской ССР.
С 31 марта 1993 года, депутат Государственной Думы первого созыва.
С октября 2001 по сентябрь 2008 года - член Совета Федерации Федерального Собрания Российской Федерации от Ульяновской области.
Похоронен на Троекуровском кладбище.

### Семья
Супруга — Татьяна Евгеньевна, 
Дети: Ксения и Артём.

## Награды
- Почётная грамота Правительства РФ[1].
- Занесён в Золотую книгу Почёта Ульяновской области в 2008 году[7].
- Награжден медалью "В память 1000-летия Казани" (2005);